# Finn-Egil Eckblad
Finn-Egil Eckblad (12 de agosto de 1923 - 14 de julio de 2000) fue un micólogo noruego.

## Biografía
En 1968, obtuvo el doctorado, en 1971 fue contratado como profesor en la Universidad de Bergen, y en 1979 de la Universidad de Oslo. Se retiró en 1990.
Era hermano de la actriz Edel Eckblad.

## Obra
- The genera of the operculate discomycetes. Oslo, 1968. 191 p.

- Soppøkologi. Oslo, 1978. 158 p. ISBN 8200024350, ISBN 9788200024354

- Soppgeografi. Oslo, 1981. 167 p.

- Mykologiens historie i Norge. Ed. Soppkonsulenten A/S

- Sopp i Norge før i tiden. Ås, 1994. 127 p.

## Honores

### Eponimia
Especie de hongo
- (Helotiaceae) Cyathicula eckbladii Gamundí & Giaiotti, 1998[3]
- La abreviatura «Eckblad» se emplea para indicar a Finn-Egil Eckblad como autoridad en la descripción y clasificación científica de los vegetales.[4]